# Vermittler (Entwurfsmuster)
Ein Vermittler (englisch mediator pattern) ist in der Softwareentwicklung ein Entwurfsmuster, das zur Kategorie der Verhaltensmuster (englisch behavioral patterns) gehört. Das Muster dient zum Steuern des kooperativen Verhaltens von Objekten, wobei Objekte nicht direkt kooperieren, sondern über einen Vermittler. Es ist eines der sogenannten GoF-Muster (siehe Viererbande).

## Verwendung
Der Vermittler findet Anwendung, wenn
- Objekte in einem System auf komplexe Art und Weise kooperieren,
- die Wiederverwendung von Objekten durch den Bezug auf viele andere Objekte erschwert wird,
- oder Objekte andere Objekte, mit denen sie kooperieren, nicht kennen können oder sollen.

## Akteure
Der Vermittler definiert die Schnittstelle zur Kommunikation mit Kollegen. Der konkrete Vermittler implementiert das kooperative Verhalten durch Koordination der beteiligten Kollegen. Er kennt und verwaltet beteiligte Kollegen. Die einzelnen Kollegen kennen ihren Vermittler und kommunizieren mit ihm statt mit anderen Kollegen.

## Vorteile
Die Koordination des kooperativen Verhaltens wird zentral verwaltet. Eine Veränderung des kooperativen Verhaltens kann unabhängig von den beteiligten Kollegen umgesetzt werden. Solche Änderungen des Verhaltens können durch neue konkrete Vermittler erreicht werden. Dadurch wird die Unterklassenbildung eingeschränkt, da die Änderungen nicht in den verschiedenen konkreten Kollegen vorgenommen und dementsprechend viele neue Unterklassen gebildet werden müssen. Das Muster unterstützt eine lose Kopplung zwischen den Kollegen. Das Protokoll der Kollegen wird vereinfacht.

## Nachteile
Da der Vermittler ein Verhalten kapselt, das andernfalls auf mehrere Klassen verteilt wird, ist er selbst komplexer als die einzelnen Komponenten es gewesen wären. Es besteht die Gefahr, dass ein monolithischer Programmkomplex entsteht, der schwer wart- und erweiterbar ist.

## Anwendungsbeispiele
Ein typisches Beispiel für einen Vermittler ist ein Chatraum. Chatter melden sich beim Chatraum an und ab, um mit anderen Chattern kommunizieren zu können. Sie kommunizieren nicht direkt miteinander, sondern über den Chatraum. Verschiedene konkrete Chaträume können nun unterschiedliche Kommunikationsarten ermöglichen. So kann ein Chatraum Mitteilungen eines Chatters an alle Chatter weiterleiten, ohne dass der Chatter diese kennen muss. Ein anderer Chatraum kann hingegen nur die Kommunikation zwischen einzelnen Chattern ermöglichen. Möchte man die Kommunikation um eine Protokollierung erweitern, erweitert man dazu einen konkreten Chatraum, während die Chatter nicht betroffen sind.
Ein Mediator-basiertes Informationssystem ist ein auf dem Vermittlerkonzept aufbauendes Informationssystem.

## Verwandte Entwurfsmuster
Kollegen können den Vermittler beobachten und umgekehrt.